# Novembre 1998

## Événements
- France : le premier ministre français Lionel Jospin lance une campagne de mobilisation et de communication sur l'ampleur du risque de chaos informatique lié au passage à l'an 2000 (abréviation anglo-saxonne Y2K).
- Regain de tension entre les États-Unis et l'Irak.

## 1ernovembre
- Conseil de l'Europe : la Cour européenne des droits de l'homme est rendue permanente.
- Formule 1 : Grand Prix automobile du Japon.

## 3 novembre
- États-Unis : les élections législatives sont marquées par une stagnation du parti républicain, qui conserve cependant la majorité au Congrès mais qui ne profite pas d'un effet Lewinski.
- Europe de l'Est : négociations pour élargir à la Yougoslavie l'union Russie Biélorussie.

## 8 novembre
- Nouvelle-Calédonie : approbation par référendum en France des accords de Nouméa (72 %), prévoyant l'émancipation du territoire.

## 9 novembre
- Royaume-Uni : abolition officielle de la peine de mort.

## 10 novembre
- Union européenne : phase finale des négociations en vue de l'adhésion, pour 2006-2007, de six pays de l'Europe centrale et orientale : Chypre, Estonie, Hongrie, Pologne, République tchèque, Slovénie.

## 14 novembre
- Environnement : fin de la conférence des Nations unies sur les changements climatiques, à Buenos Aires, sans résultats tangibles.

## 16 novembre
- Japon : nouveau plan de relance d'un montant de 1 000 Md FRF.

## 17 novembre
- Économie : réunion de l'APEC à Kuala Lumpur, l'organisation s'avère impuissante face à la crise.

## 20 novembre
- Sciences : La Station Spatiale Internationale est lancée hors de l'atmosphère pour une gravitation permanente autour de la terre.

## 23 novembre
- Union européenne : levée de l'embargo sur la viande bovine britannique.

## 30 novembre
- Économie : la Deutsche Bank rachète Bankers Group, ce qui en fait le premier groupe bancaire mondial.

## Naissances
- 2 novembre : Chong Tingyan, chanteuse et actrice hongkongaise membre du groupe CLC.
- 3 novembre : Maddison Elliott, nageuse handisport australienne.
- 4 novembre : 
  - Darcy Rose Byrnes, actrice américaine.
  - Achraf Hakimi, footballeur marocain.
- 5 novembre : 
  - Ugo Martin, rugbyman français.
  - Takehiro Tomiyasu, footballeur japonais.
- 9 novembre : Juan Tinaglini, footballeur uruguayen.
- 12 novembre :
  - Fanny Stollár, joueuse de tennis hongroise.
  - Hebatallah Serry, gymnaste artistique marocaine.
- 13 novembre : Gattlin Griffith, acteur américain.
- 14 novembre : Sofia Kenin, joueuse de tennis américaine.
- 17 novembre : Kara Hayward, actrice américaine.
- 21 novembre : 
  - Esraa Ahmed, haltérophile égyptienne.
  - Hanna Boubezari, footballeuse algérienne.
- 23 novembre : Bradley Steven Perry, acteur américain.